# Lampernisse
Lampernisse är en ort i Belgien.   Den ligger i provinsen Västflandern och regionen Flandern, i den västra delen av landet, 110 km väster om huvudstaden Bryssel. Lampernisse ligger 3 meter över havet och antalet invånare är 198.
Terrängen runt Lampernisse är mycket platt. Runt Lampernisse är det ganska tätbefolkat, med 144 invånare per kvadratkilometer.. Närmaste större samhälle är Koksijde, 13,0 km nordväst om Lampernisse. 
Trakten runt Lampernisse består till största delen av jordbruksmark.